# Lipovu de Sus
Lipovu de Sus – wieś w Rumunii, w okręgu Dolj, w gminie Lipovu. W 2011 roku liczyła 238 mieszkańców.